# Diga del Liscia
La diga del Liscia è uno sbarramento artificiale situato in località Calamaiu, nel territorio di Luras - provincia di Sassari - che dà origine all'omonimo lago.
Realizzata su progetto redatto dall'ingegnere Claudio Marcello, l'opera venne edificata tra il 1958 e il 1962 e collaudata soltanto nel 2007. L'impianto di produzione di energia risulta non ancora operante.
Lo sbarramento, realizzato sul fiume omonimo, è una diga muraria a gravità a speroni, a vani interni; comprese le fondamenta ha un'altezza di 69 metri e sviluppa un coronamento di 281 metri a 179 metri sul livello del mare.
Alla quota di massimo invaso, prevista a m 177 s.l.m., il bacino generato dalla diga ha una superficie dello specchio liquido di circa 5,700 km² mentre il suo volume totale è calcolato in 108 milioni di m³. La superficie del bacino imbrifero direttamente sotteso risulta pari a 285 km².
L'impianto, di proprietà della Regione Sardegna, fa parte del sistema idrico multisettoriale regionale ed è gestito dall'Ente acque della Sardegna.

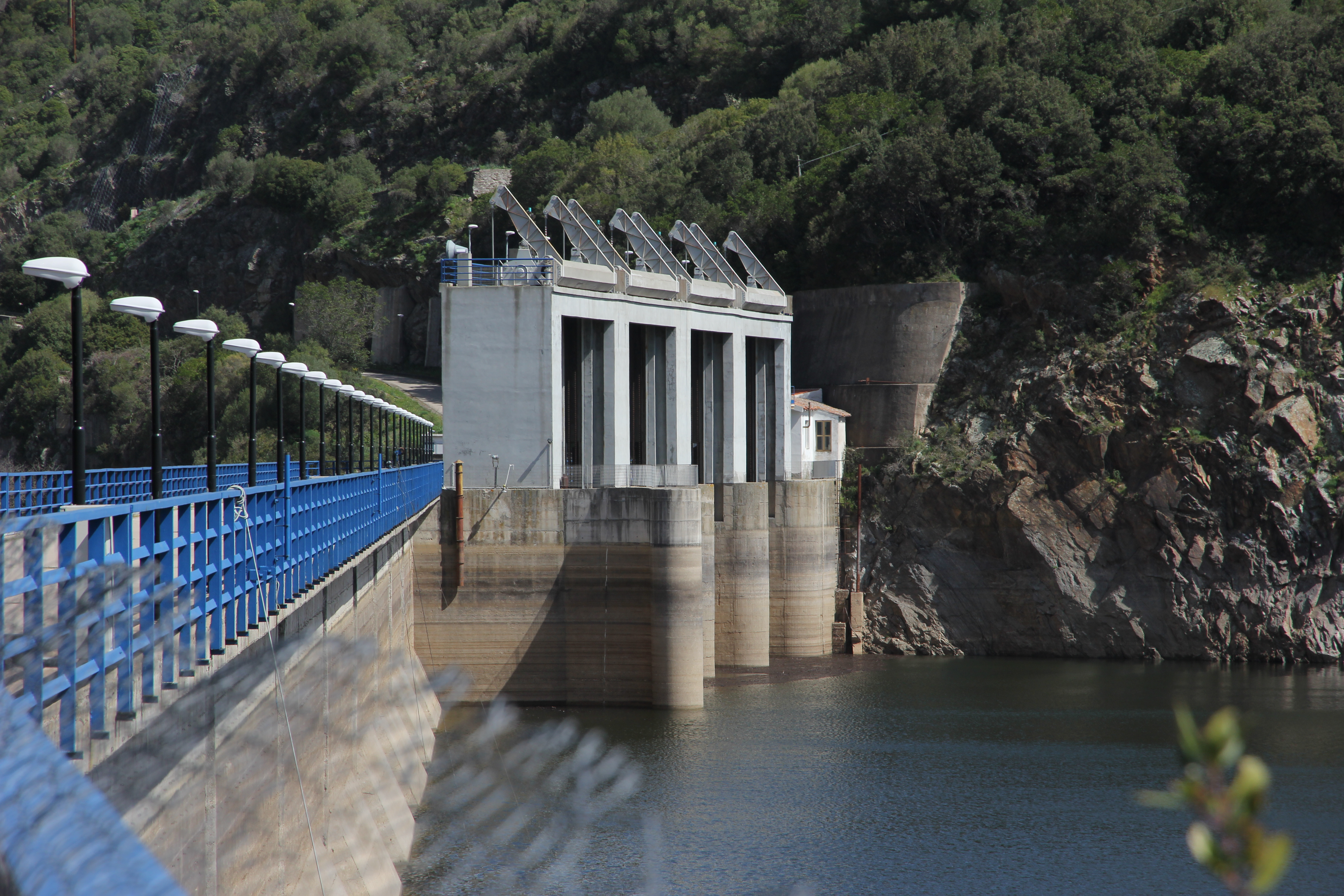